# Peștera Dâlbina
Peștera Dâlbina este o peșteră de mici dimensiuni din poljia Vânătare.

## Drum de acces
Peștera este situată în Munții Trascăului în apropierea cătunului Valea Poienii, în fundul Poljiei de la Vânătările Ponorului. Se poate ajunge din  Aiud, pe drumul ce duce la Ponor. Din  Brădești se coboară pe drumul ce duce la Vânătările Ponorului- Huda lui Papară sau invers, din Sălciua pe drumul ce duce la Brădești.

## Istoric
Peștera a fost locuită din preistorie. Au fost descoperite urme de cultură din epoca bronzului târziu.
A fost  explorată și cartată de Viorel Roru Ludușan în 1982 după informațile luate de la localnici.

## Descriere
Este o peșteră fosilă care nu are un curs de apă organizat cu o intrare în formă de inimă, largă de 6 m. Intrarea sparge peretele Vânătării, la 2 m înălțime față de patul pârâului. Odată cățărată săritoarea de la intrare se pătrunde într-o sală rotundă de 30 m diametru, înaltă de 10-15 m. Podeaua aproape orizontală este acoperită de bolovani și mâl rezultat din inundațiile accidentale produse în poljia Vânătările Ponorului, în fundul căreia se află. Toată apa ce dispare aici apare după 18 m în partea finală a peșterii Huda lui Papară. La ploi puternice, toată apa care se colectează în poljie trebuie drenată de Ponorul Vânătare. Accidental acesta se poate colmata cu material adus, crengi sau căpițe de fân. Atunci se formează un lac temporar care poate să se ridice la câțiva zeci de metri înălțime, inundând și Peștera Dâlbina. Când presiunea apei depășește rezistența dopului, acesta este spulberat și apa năvălește cu debit mare pe galeria activă a peșterii Huda lui Papară și apoi pe Valea Morilor până în Arieș. De aici s-a născut legenda șolomanilor (Vezi Peștera Huda lui Papară). Fenomenul este foarte neregulat, poate odată la un deceniu. 
În singura sală a Peșterii Dâlbina se pot vedea puține speleoteme. Câteva scurgeri parietale  și puține stalactite pot fi văzute aici.

## Condiții de vizitare
Peștera se poate vizita fără probleme. Doar la intrare, pragul de doi metri ce trebuie cățărat și eventual o lanternă pentru a vedea colțurile mai întunecoase căci alfel lumina ce pătrunde prin intrarea mare e suficientă pentru vizitarea peșterii. La câțiva zeci de metri se afla Cascada Dâlbina și Peștera Mica de la Vânătare.

## Biologie
Nu au fost făcute decât observații preliminare. Au fost observate exemplare de lilieci și paianjeni.